# بوبيستا
بيدرو ليتاو بريتو (من مواليد 6 يناير 1970، المعروف باسم بوبيستا، هو لاعب كرة قدم سابق في الرأس الأخضر، وهو حاليًا مدرب الرأس الأخضر.

## مسيرته التدريبية
في عام 1991، ظهر بوبيستا لأول مرة مع الرأس الأخضر. تولى بوبيستا في وقت لاحق قيادة البلاد، حيث شارك في 28 مباراة مع الرأس الأخضر خلال مسيرته.